# Gustav Reiner
Gustav „Gustl“ Reiner (* 13. Juni 1953; † 24. November 2007 in Bietigheim-Bissingen) war ein deutscher Motorradrennfahrer.
Reiner war wegen seines draufgängerischen Fahrstils und zahlreicher Stürze als „Kamikaze-Gustl“ bekannt und deshalb auch ein Publikumsliebling. 1979, 1986 und 1987 wurde er Deutscher Motorrad-Meister in der 500-cm³-Klasse.
Gustav Reiner starb am 24. November 2007 an Herzversagen, nachdem ihm ein im Sommer eingesetztes künstliches Hüftgelenk wegen einer Entzündung wieder entfernt worden war.

„Hätte ich dieses Motorrad bekommen, hätte ich gewonnen – oder wäre tot gewesen; die Chance, unsterblich zu werden, hätte ich mir nicht nehmen lassen!“

## Karriere
Gustav Reiner, gelernter Betonbauer, bestritt lange Jahre die Deutsche Motorrad-Meisterschaft, außerdem nahm er zwischen 1979 und 1988 als Privatfahrer auch sporadisch an der Motorrad-Weltmeisterschaft teil.
Seine beste Platzierung erreichte er beim Großen Preis der Tschechoslowakei 1981 in Brünn, als er hinter dem späteren Weltmeister Toni Mang und dem Franzosen Jean-François Baldé auf seiner Bimota-Yamaha im 350-cm³-Rennen den dritten Platz belegte. Seine beste WM-Platzierung erreichte Reiner 1982 in der 350er-Klasse, als er mit 19 Punkten den zehnten Rang belegte.
Auch in der Halbliter-Klasse sorgte Gustav Reiner auf einer privat eingesetzten Suzuki für Furore. 1979 wurde er im Regenrennen von Spa-Francorchamps Vierter, 1984 beim Grand Prix von Spanien in Jerez Sechster.